# Pleurothallis adeleae
Pleurothallis adeleae är en orkidéart som beskrevs av Carlyle August Luer. Pleurothallis adeleae ingår i släktet Pleurothallis och familjen orkidéer. Inga underarter finns listade i Catalogue of Life.